# Abdeljelil Bédoui
Pour les articles homonymes, voir Bédoui.
Abdeljelil Bédoui, né le 21 janvier 1947 à Téboulba, est un universitaire et homme politique tunisien. Il est brièvement ministre auprès du Premier ministre Mohamed Ghannouchi en janvier 2011.

## Biographie

### Études
Il effectue ses études secondaires à Monastir et ses études universitaires à Grenoble (France) où il obtient un diplôme d'études spécialisées en économie en 1974, un diplôme d'études spécialisées en sciences politiques en 1975 et enfin un doctorat en économie du développement en 2003.

### Carrière professionnelle
Après avoir enseigné en 1976 à l'Institut d'études politiques de Grenoble, il entame sa carrière d'enseignant universitaire en Tunisie, au début des années 1980, à la faculté des sciences économiques et de gestion de Tunis (ar), où il gravit les échelons jusqu'à obtenir les plus hauts grades.
Parallèlement à cette carrière, un lien très étroit le lie à l'Union générale tunisienne du travail (UGTT) dont il est l'expert économique pendant de longues années. Il mène plusieurs activités durant des années au sein de l'organisation ouvrière.
Il est connu pour ses activités au sein de la Ligue tunisienne des droits de l'homme et du Haut comité des droits de l'homme et des libertés fondamentales. Il assume un poste de responsabilité au sein de l'Association des économistes tunisiens et de l'Association des économistes maghrébins. Il a été membre du conseil d'administration du Centre des recherches sociales et économiques de Dakar et a été accrédité, en qualité d'expert, auprès de plusieurs organisations onusiennes.

### Carrière politique
Membre un seul jour du gouvernement d'union nationale constitué après la révolution, il décide, le 18 janvier 2011, avec les deux autres ministres issus de l'UGTT, Houssine Dimassi et Anouar Ben Gueddour, de démissionner. Le même jour, Mustapha Ben Jaafar, d'Ettakatol, démissionne également.
Il devient par la suite secrétaire général du Parti du travail tunisien. Il décide par la suite de dissoudre son parti au sein de la Voie démocratique et sociale dont il est l'un des vice-présidents, ce que certains membres de son bureau exécutif refusent. Ils tiennent un congrès extraordinaire qui désigne Ali Romdhane à la tête du parti ; Bédoui s'oppose à la résurrection du parti mais n'arrive pas à faire prévaloir son choix.

## Principales publications
- Khaled El Manoubi et Abdeljelil Bédoui, Économie tunisienne, état et capital mondial, Tunis, Université de Tunis/Centre d'études et de recherches économiques et sociales, 1987, 240 p.
- Abdeljelil Bédoui, « Les relations sociales dans l'entreprise », L'Entreprise et l'environnement social,‎ 1990, p. 159-223.
- Abdeljelil Bédoui, « Analyse de la dynamique sociale dans le contexte de l'application du plan d'ajustement structurel en Tunisie », Revue tunisienne d'économie, no 5,‎ 1994, p. 253-314 (ISSN 0330-8693).